# Gouden Ui
De Gouden Ui was de jaarlijkse filmprijs voor de slechtste Nederlandse film, acteur, actrice en regisseur van het jaar. De prijs was bedoeld als tegenhanger van het Gouden Kalf, vergelijkbaar met de tegenstelling tussen de Oscar en de Razzie.
Het was een initiatief van een groep vierdejaarsstudenten van de Nederlandse Film en Televisie Academie, die tezamen met filmjournalisten de jury vormden. De nominaties voor de eerste uitreiking werden bekendgemaakt op 3 oktober 2005, waarna de prijzen werden uitgereikt op 6 oktober 2005 in de oude Scala-bioscoop in Utrecht. Men verwachtte net als bij de Razzies niet dat de 'winnaars' hun prijs zouden komen ophalen.
In 2007 werd de laatste editie georganiseerd.
2005 · 2006 · 2007